# Lysilla laeviseta
Lysilla laeviseta är en ringmaskart som beskrevs av Hartmann-Schröder 1965. Lysilla laeviseta ingår i släktet Lysilla och familjen Terebellidae. Inga underarter finns listade i Catalogue of Life.